# 石乞
石乞（?—前479年），中国春秋时期楚國著名的死士。

## 簡介
前479年，楚国白公胜想除掉子西、子期，找上石乞，說想募集五百個死士去行刺。石乞卻推薦熊宜僚，說熊宜僚可以抵上五百个人。於是石乞跟白公胜去见熊宜僚，並設法買通熊宜僚，他們把剑架在熊宜僚脖子上，熊宜僚不理會，白公胜嘉許熊宜僚的氣魄，沒有傷他，就跟石乞走了。後來白公胜發起白公之亂，成功杀了子西跟子期，並劫持楚惠王。石乞認為一定要殺了惠王，白公胜不从，但把惠王交給石乞看管。楚國大臣葉公高發兵救駕，白公胜自缢，但屍體被餘黨藏起來。葉公高向石乞追問白公胜的尸体何在，並恐嚇石乞，不吐實就烹殺了他。石乞说：“我幹这事，成功就加封為卿，不成功就被烹殺，这是必然结果。”葉公高就把石乞烹杀了。